# Пандемія грипу 1510 року
Пандемія грипу 1510 року (англ. 1510 influenza pandemic) — одна з історичних пандемій найімовірніше грипозного походження. Хвороба з респіраторними проявами виникла в Азії, згодом поширилася до Північної Африки та Європі, що було відмічено в хроніках. Загальновизнана істориками медицини та епідеміологами як саме пандемія грипу. Грипоподібні захворювання були задокументовані в Європі принаймні з часів Карла Великого, і спалах 1357 року був першим, який був названий грипом (інфлюенца), але пандемія грипу 1510 року є першою описаною. І цей опис був одним з перших надрукованих.
Грип став називатися кокелюшем чи кокелюціо у Франції та на Сицилії під час цієї пандемії, які стали найпопулярнішими назвами грипу в ранній Європі.
Пандемія спричинила значні зрушення в урядах, церкві та суспільстві. Летальність була зафіксована близько 1 %.

## Поширення в Азії
Підозрюється, що грип 1510 року походив зі Східної Азії, можливо Китаю. Грегор Горст написав в «Operum medicorum tombus primus» (1661), що хвороба походила з Азії і поширювалася вздовж торгових шляхів перед потраплянням на Близький Схід і Північну Африку. Німецький медичний письменник Юстус Геккер (Justus Hecker) припустив, що грип 1510 року, найімовірніше, походив з Азії через історичну природу походження грипу під час останніх пандемій XIX століття.
Грип поширився з Азії вздовж торгових шляхів у напрямку до Північної Африки, подорожуючи на південний захід через Близький Схід. Як вважається, він потрапив таких міст як Єрусалим і Мекка, звідки велика кількість людей подорожувала до Єгипту, Північної Африки, Мальти та Османської імперії. Немає історичних чи біологічних доказів, щоб свідчили про те, що грип 1510 року походив з Африки.

## Поширення до Європи
Того ж року пандемія поширилася й на Європу, порушивши там соціальне життя і роботу державних інституцій. Літописці того часу спостерігали, як цілі популяції охоплювалися хворобою практично відразу, і саме так хвороба вперше отримала назву «інфлюенца» з переконання, що такі спалахи були спричинені впливом зірок (італ. influence) або ж холоду (італ. «influenza di freddo»).
Туринський професор Франциско Валлеріолі написав, що грип 1510 року включав «спазм дихання, починаючи з хрипоти голосу і … тремтіння. Невдовзі після цього з'являвся субстрат, який наповнював легені». Лікарі, як от Валлеріолі, описали грип 1510 року як більш смертельний для дітей і тих, хто мав кровотечі. Адвокат Франческо Муральто зазначив, що «хвороба вбила 10 людей з тисячі за один день».
Перші випадки грипу почали масово з'являтися на Сицилії приблизно в липні 1510 року після прибуття з Мальти заражених торгових суден. Грип швидко поширився вздовж узбережжя Середземномор'я Італії та південної Франції через торгові судна, що залишали острів.
В Емілії-Романьї Томмасіно де Б'янкі зафіксував появу перших випадків у Модені 13 липня 1510 року, написавши, що в місті «з'явилася хвороба, яка триває три дні з великою температурою та головним болем, а потім вони уходять … але залишається страшний кашель, який триває, можливо, вісім днів, а потім хворі одужують».
Факти вказують на те, що перші випадки грипу сталися в регіоні Емілія-Романья приблизно наприкінці червня або на початку липня. Папа Юлій II приписав спалахи у Римі та Святому Престолі Божому гніву.
Грип поширився з Італії через Альпи у Швейцарію та Священну Римську імперію. У Швейцарії це задокументовано як нім. das Gruppie літописцем Меллінгена Антоном Тегенфельдом, назва хвороби, якій тоді віддавали перевагу німецькомовні європейці. У червні хворобу місцеві лікарі спостерігали в кантоні Ааргау.
Німецький лікар Ахіллес Гассер зафіксував смертельну епідемію, яка поширювалася на верхні королівства Священної Римської імперії, розгалужуючись на міста та «ціле людство».
Листи Андре де Бурго від 24 серпня 1510 року свідчать про те, що Маргарита Австрійська змушена була втрутитися в королівські перемови між своїм батьком, імператором Священної Римської імперії Максиміліаном I французьким королем Людовиком XII, оскільки той був занадто хворий на «кокелюш», щоб говорити з ним. Грип поширився від Священної Римської імперії до Північної Європи, країн Балтії до Франції та Англії.
Через заражених сицилійських моряків грип поширився на Королівство Францію через Марсель і Ніццу. Купці, паломники та інші мандрівники з півдня та сходу поширили вірус по всьому західному Середземномор'ю в липні 1510 року. Тут його частіше називали його кокелюшем. Історик Франсуа Еуд де Мезерей прослідкував етимологію кокелюшу до спалаху 1410-х років, під час якого постраждалі носили капюшони, схожі на кокелюшони, своєрідний монашеський атрибут одежи.
Французький хірург Амбруаз Паре описав спалах захворювання як «ревматичне ураження голови … зі стисненням серця і легень».
До серпня 1510 року грип з'явився в Турі, а після того, як поширився по всій Франції впродовж літа, захворюваність трималася до вересня. До 1000 парижан на добу помирало у розпал пандемії. Тодішніми хроністами грип 1510 року вважався поширенішим і смертельнішим у Франції, ніж в інших країнах. Вважається, що кардинал Жорж д'Амбуаз, близький друг і радник короля Франції, помер від грипу, оскільки його здоров'я різко погіршилося після прибуття до Ліона в травні 1510 року.
Фернель і Паре припустили, що грип 1510 року «поширився майже на всі країни світу» окрім колоній Іспанії в Америці. Виявлено, що Англія постраждала в 1510 році, повідомлялося якусь «гастродінію» та вартий уваги падіж серед худоби. Також зафіксовано, що грип 1510 року досяг Ірландії.
Грип швидко потрапив на Піренейський півострів з Італії через дуже взаємопов'язані торгові та паломницькі шляхи між Іспанією, Португалією та італійськими королівствами. Випадки почали з'являтися в Португалії приблизно в той самий час, коли хвороба потрапила до Священної Римської імперії. Як повідомляється, іспанські міста були «знелюднені» грипом 1510 року. При цьому немає свідчень, що грип поширився на іспанські колонії Америки.

## Лікування
Створення штучних пухирів на потилиці та плечах були однією з форм лікування у той час в Європі при грипі. Паре вважав поширені методи лікування кровопусканням та очищенням особливо небезпечними для хворих на грип. Надбрівний біль та світлобоязнь були частими проявами, тому страждаючі могли відчути спокусу носити капюшони через це. Короткий опис деяких лікувальних методів лікування грипу у цій пандемії включав «Прикладання особливої глини до грудної клітки, маслянисті мікстури від кашлю, грудні пастилки і відвари».

## Про спроби ототожнення цієї пандемії з кашлюком
Сучасні епідеміологи та історики медицини визнали «кокелюш» 1510 року грипом. Припущення про те, що це був коклюш (кашлюк), викликають сумніви, оскільки багато дорослих захворіло, тоді як у ті часи кашлюк був хворобою дітей раннього віку і після його перенесення спричинював стійкий імунітет. Першим спалахом коклюшу, з трактуванням якого погодилася більшість істориків медицини, є опис Гійома де Байо (Guillaume de Baillou) про хворобу у Парижі в 1578 році.